# Anatoly Zatin
Anatoly Zatin (Anatoli Zatine, en ruso: Анатолий Борисович Затин; Úzhhorod, URSS, actualmente Ucrania, 23 de marzo de 1954) es un compositor, pianista, director de orquesta y profesor, nacido en la Unión Soviética y nacionalizado mexicano en 1996.

## Inicios
Proveniente de una familia de músicos, comenzó su educación artística a los 3 años de edad. En su juventud mostró sus dotes musicales, pues en 1968 recibió el primer lugar en el «Concurso de jóvenes compositores y pianistas de Kiev».
Recibió su formación académica en el Conservatorio Estatal de Leningrado, graduándose en 1977 con Maestría en Composición y Dirección Orquestal, en 1979 con Maestría en Piano y en 1983 con doctorado en Composición. Sus maestros fueron Serguéi Slonimski (composición), Ravil Martynov, Alexander Lukashavichus (dirección orquestal), Yuri Ananyev, Pável Serebriakov y Abraham Logovinsky (piano).
Su debut como director orquestal fue con la Orquesta Filarmónica de Leningrado, entonces encabezada por Evgeny Mravinsky, quien a su vez fue mentor de Anatoly Zatin.
En 1979 ingresó a la Unión de Compositores de Leningrado (ahora San Petersburgo) como el miembro más joven en la historia de esta agrupación.

## Carrera musical
Fue maestro del Colegio de Música Modest Músorgski en Leningrado, así como miembro de la Unión de Compositores de la URSS desde 1979; ese mismo año ganó el segundo lugar en el Concurso S. Prokófiev. En 1981-1983 fue profesor de Composición, Orquestación y Música de Cámara en el Conservatorio de Leningrado.
En 1988-1991 realizó una serie de grabaciones para el sello discográfico Melodiya y para la Radio Central de la URSS como director huésped con la Orquesta Filarmónica de Leningrado. Fue Director Artístico Titular de la Orquesta de Cámara BACH y Director Titular del Teatro Musical de Ekaterimburgo en 1990-1992. Fue acreedor de la Medalla de Honor de la UNICEF por sus actividades como pianista y director orquestal en 1990.
Desde 1992 trabaja en México. Fundó la Academia Internacional de Música Anatoly Zatin (AIMAZ) en Guadalajara, Jalisco en 1996. Desde 2001 es profesor en la Universidad de Colima donde fue Coordinador del Departamento de Música en 2001-2011 y director del Instituto Universitario de Bellas Artes (IUBA) en 2011-2016.
En 2003 funda el Dúo Petrof junto con la pianista Vlada Vassilieva. Desde 2008 es artista Petrof mundialmente y desde 2016 forma parte de la Familia de Artistas Petrof (Petrof Art Family).
Entre sus alumnos destacan los pianistas Vlada Vassilieva, Santiago Lomelín Urrea, Vladimir Petrov, Daniela Liebman y Saúl Ibarra Ramos.
Fue condecorado con la Medalla Mozart 2015 por su amplia trayectoria como intérprete.

## Principales obras
Conciertos:	
- Concierto Triple para corno, trompeta, piano y orquesta
- Concierto Doble para flauta, clavecín, y orquesta de cuerdas
- Concierto Doble para trompeta, piano y orquesta de cuerdas[5][6][7][8]
- Rapsodia para piano y orquesta sobre temas de Nino Rota[9]

Óperas y musicales:
- “Ciudadano despreocupado” (escenas musicales)
- “Terribles pesadillas en la provincia de Kherson” (opera bufa)
- “Amor hasta la tumba” (espectáculo musical)

Ballets:
- “The Ransom of Red Chief”.
- “The Fairy”.

Obras para piano:
- Sonata n.º 1
- Sonata n.º 2 ("Sombras")
- Fantasía “Paganini” en 6 estudios
- Poema[10]
- 3 piezas: Invención, Música fúnebre, Danza
- Variaciones para piano
- Preludios

Obras sinfónicas:
- Sinfonía
- Concierto para orquesta
- Música para orquesta

Obras para ensamble:
- “Dedicatoria” para ensamble de violines.
- “Melodía” para ensamble de violonchelos.
- Sonata para corno francés y piano.
- Sonata para viola y piano.
- Polca para piano a cuatro manos (también para quinteto de cuerdas y piano a cuatro manos).
- Suite Ícaro para dos pianos (transcripción de la música para ballet de S. Slonimsky)
- El Jarabe Tapatío para dos pianos.[11]
- Hexamerón para 2 pianos, 12 manos (transcripción de la obra concebida por Franz Liszt).
- Cuadros de una exposición (versión a dos pianos de la obra original de Músorgski).

Obras vocales:
- “Historias divertidas” cantata para coro infantil.
- Romanzas

Obras cinematográficas:
- “Ronda airosa” (productor: I. Trachtengerz, Rusia).
- “Fantasía acuática” (productor: I. Trachtengerz, Rusia).
- “Abril, el mes más cruel” (director: Boris Goldenblanc, México).

Obras para otros instrumentos:
- 3 estudios para violonchelo

## Discografía
| 2015 | 88x2                                    | Dúo Petrof                                                                    | Columna Música, España.                       |
| 2013 | Idilio Mexicano                         | Dúo Petrof                                                                    | CONACULTA, México.                            |
| 2009 | CD “Anatoly Zatin: Live Recordings”     | Timofei Dokschitzer, Vitaly Buyanovsky, Vladimir Kafelnikov, Shigeyuki Takano | Universidad de Colima / Real Musical, México. |
| 2008 | "Duo Petrof"                            | Dúo Petrof                                                                    | Universidad de Colima / Real Musical, México. |
| 2003 | Taktakishvili-Hue-Wilson-Prokófiev      | Anatoly Zatin (piano) y Shigeyuki Takano (flauta)                             | Aurora classical, Japón.                      |
| 1999 | Lalo-Sarasate-Korsakoff                 | Moscow Festival Symphony Orchestra, Juan Carlos Rybin (violín)                | Azzurra Music, Italia.                        |
| 1998 | Anatoly Zatin / Orquesta de Cámara BACH | Orquesta de Cámara BACH                                                       | Universidad de Colima, México.                |